# Peritenonio
Il peritenònio è uno strato sottile di tessuto connettivo denso a fasci intrecciati, costituito da fibre che avvolgono il tendine e penetrano dentro di esso per conferirgli compattezza e permettere alle fibre tendinee di essere ben adese le une alle altre .
Esso continua con il periostio a livello delle zone di attacco del tendine sullo scheletro e con il perimisio dove si ha l'attacco al tessuto muscolare.